# Antoine Villard
Pour les articles homonymes, voir Villard.
Antoine Auguste Villard né le 17 avril 1867 à Mâcon et mort le 4 février 1934 à Paris est un peintre français.

## Biographie
Après une première carrière d'industriel — à l'image de son père banquier à Mâcon — ce n'est que vers 1907 qu'Antoine Villard se consacre pleinement à la peinture. Il a étudié l'architecture à l'École des Beaux-Arts de Lyon, l'École nationale supérieure des arts décoratifs et l'École des Beaux-Arts de Paris, sous la direction de Jules Lefebvre et Benjamin-Constant. Les catalogues montrent un intérêt constant pour le paysage quasi à l'exclusion de tout autre genre : Lyon, Paris, et les collines des alentours d'Hurigny où se trouve la maison familiale. En 1913, il fait un séjour dans le désert du sud tunisien. En 1923, ses tableaux de Belle-Île-en-Mer sont exposées chez Bernheim Jeune.
Les premières toiles de Villard étaient fortement influencées par l'impressionnisme mais elles ont rapidement laissé la place à des œuvres plus réalistes et parfois expressionnistes.
Il expose au Salon des Indépendants, au Salon d'Automne et au Salon des Tuileries, puis il préside en 1928 la première édition du Salon de l'art français indépendant créé par Victor Dupont. Pleinement inscrit dans les courants novateurs du début du siècle, il a été membre en 1922 du comité du Salon des échanges qui a institué comme principe le troc des œuvres entre artistes.
Marié à Louise Caroline Paul (née en 1872), commerçante, il est le père de Robert Villard (1897-1977) qui sera également artiste peintre et directeur de l'École régionale des beaux-arts de Quimper. À la naissance de son fils, il demeure au 209 boulevard Voltaire à Paris. Au début du XXe siècle, il a son atelier au 60, boulevard de Clichy.
Il meurt en 1934 d'une broncho-pneumonie et est inhumé à Paris au cimetière du Père-Lachaise

## Œuvres dans les collections publiques
France
- Dijon, musée des Beaux-Arts : Le vieux Lyon sous la neige, 1910, 80 × 64 cm[7].
- Mâcon, musée des Ursulines : 
  - Neige à Hurigny, 81 × 100 cm[8],[9] ;
  - Paysage mâconnais (Hurigny – Chazoux)[10] ;
- Nantes, musée d'Arts de Nantes : Effet de neige, 60 × 81 cm[11],[12].
- Grenoble, musée de Grenoble : Le Chemin de fer de ceinture, 97 × 130 cm[13].
- Paris, musée d'Orsay : Canal à Moret-sur-Loing, 1922, 33 × 41 cm[14],[15].
- Puteaux, Centre national des arts plastiques :
  - Coin de Montmartre en hiver, 1909, 66 × 81 cm[16] ;
  - Chemin de fer de ceinture à Grenelle, neige, 1925, 103 × 122 cm[17].

Royaume-Uni
- Londres, Tate : Chemin de Fer de Ceinture à Grenelle (1922), 92 × 73 cm[18]

## Salons
- Salon des Indépendants de 1909 : Coin de Montmartre en hiver ; Coin de Montmartre en été.
- Salon d'Automne de 1909 : Coin de Montmartre en hiver ; Coin de Montmartre en été.